# Hautmont

Hautmont este o comună în departamentul Nord, Franța. În 1 ianuarie 2022 avea o populație de 14.197 de locuitori.